# Deshollinador

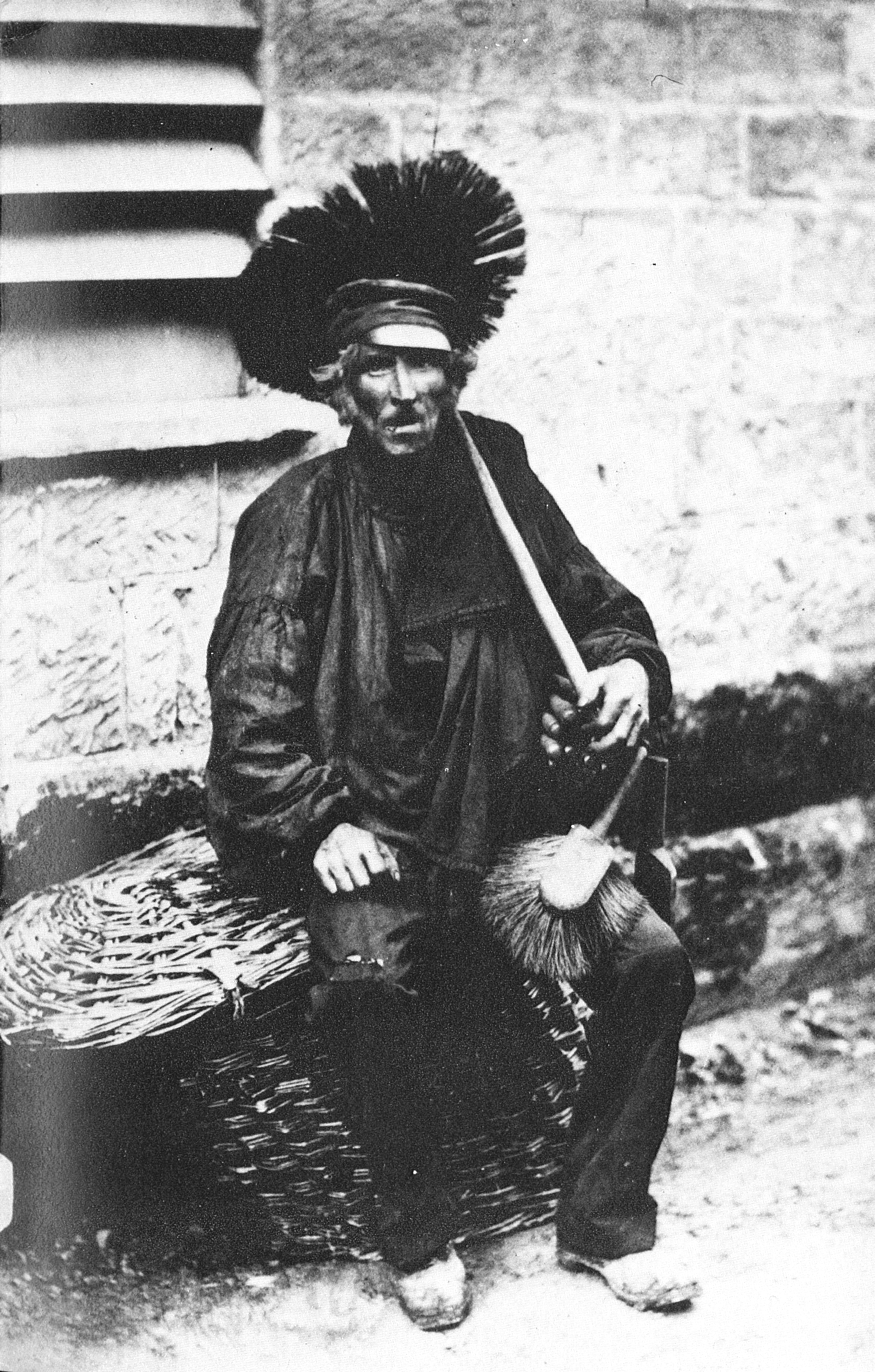
Deshollinador en 1850.

Un deshollinador es una persona que tiene por oficio la limpieza de chimeneas. 
El deshollinador se ocupa de retirar de forma periódica el hollín acumulado en las paredes de las chimeneas por causa de su uso con propósitos higiénicos, como prevención de incendios y para mejorar su tiro. Su actividad se extiende también al mantenimiento de la chimenea reparando pequeñas grietas que pudieran dejar escapar el humo. Actualmente las normativas obligan al deshollinado anual de las instalaciones de combustibles sólidos, dependiendo del país, será anual o incluso con una periodicidad menor.

## Historia

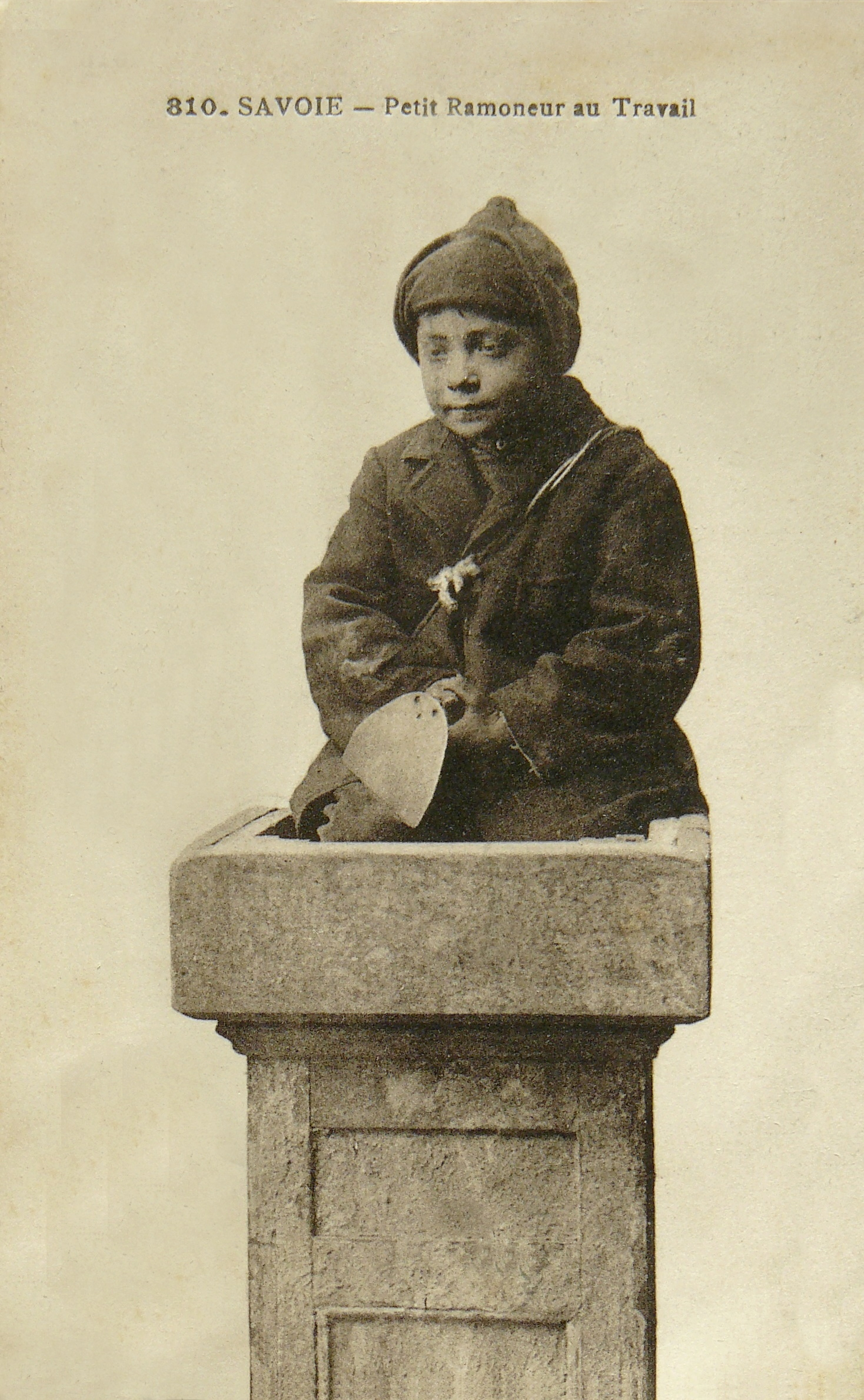
Niño deshollinador en Chambéry (Francia) en 1910.

Antiguamente, el deshollinador taponaba la boca de la chimenea y otras aberturas y subía al tejado en donde ejercía su actividad. Desde allí, ayudado de un peso hacía descender una bolsa en la que se iba depositando la suciedad. Luego, utilizando herramientas manuales como cepillos o escobas, barre las paredes para desprender los restos de suciedad que se hayan adherido a las mismas de forma que vaya cayendo en el recipiente. Para verificar el correcto resultado de la operación se ayuda de un espejo o de iluminación.
Si bien la limpieza de chimeneas es una ocupación muy antigua, tan antigua como las propias chimeneas, no fue hasta alrededor del siglo XVIII que las chimeneas se hicieron lo suficientemente grandes para que un hombre las atravesara, dando lugar a la típica imagen del deshollinador que se desarrolló durante la época de la Revolución Industrial.
En los siglos XV y XVI en Europa Occidental, la construcción de frontones escalonados se hizo común para permitir un fácil acceso a la chimenea. Con el crecimiento de la población urbana, aumentó el número de casas con chimenea y el oficio de deshollinador se hizo más respetado y buscado, aunque a veces se ridiculizaba en versos, romances y pantomimas.
En la época victoriana en el Reino Unido, la profesión era famosa por emplear jóvenes lo suficientemente delgados como para deslizarse dentro de las chimeneas para limpiarlas por dentro. Fueron apodados los chicos escaladores. El trabajo era sucio y arriesgado, y sus patrones tenían fama de explotadores.
Lo mismo ocurría en Francia, donde, tradicionalmente, los deshollinadores eran en su mayoría jóvenes de la región de Saboya, que partían en grupos bajo la dirección de un anciano, para trabajar en las grandes ciudades.
Los niños a menudo sufrían deformidades en las articulaciones, quemaduras y una forma de cáncer de escroto causado por los benzopirenos del hollín. No era raro que los deshollinadores murieran asfixiados por el hollín.
La opinión pública conmocionada de tales prácticas impuso la búsqueda de medios de sustitución. En ese sentido, se inventaron los cepillos con mango telescópico y otras herramientas que permitían que el deshollinador ya no tuviera que entrar en la chimenea. A mediados del siglo XX, la invención de un extractor de hollín que podía colocarse encima de la chimenea hizo que este proceso fuera más limpio que nunca.
Actualmente los deshollinadores utilizan herramientas mucho más modernas, como cepillos giratorios, cámaras de inspección, aparatos para medir la calidad del humo o la humedad de la leña. La mayor parte de los trabajos se realizan desde los aparatos sin necesidad de subir al tejado. 
Existen asociaciones de deshollinadores en todos los países de Europa y Estados Unidos. En España, la asociación se llama ASDE (Asociación de deshollinadores de España) y se encargan de actualizar normativamente a sus socios, de formarlos en materia de prevención, nuevos productos y líneas de mercado, etc.
En la última década el crecimiento del sector en países como España ha sido exponencial, pasando de existir apenas cuatro empresas en el 2000, a existir más de 200 empresas en el 2020.

## Auspicio de buena suerte
- En el Reino Unido se considera de buena suerte, si una novia vea a un deshollinador el día de su boda.[1][2] Muchos deshollinadores británicos contemporáneos se emplean para asistir a bodas según esta tradición.[3][4]
- En Alemania, Polonia, Hungría, Croacia, República Checa, Eslovaquia, Eslovenia, Rumania y Estonia, los deshollinadores hasta hoy día usan el tradicional uniforme que tiene color completamente negro con un sombrero negro o blanco.[5] Se considera de buena suerte frotar o agarrar uno de los botones si andas de paso por delante del deshollinador en la calle.
- Las imágenes de deshollinadores como símbolo de buena suerte son un regalo popular de Año Nuevo en Alemania;[6] o en forma de pequeños adornos adheridos a ramos de flores o dulces, o en forma de un deshollinador de mazapán. Su uniforme tradicional es un traje completamente negro con botones dorados en la chaqueta y una chistera negra.

## Referințe
1. ↑  «Wedding Traditions in History». mainstreetmag.com. Consultado el 5 de septiembre de 2023.
2. ↑  «English Wedding Traditions». www.weddingdetails.com. Consultado el 5 de septiembre de 2023.
3. ↑  «The Many Possible Reasons British People Hire Chimney Sweeps for Their Weddings». www.atlasobscura.com. Consultado el 5 de septiembre de 2023.
4. ↑  «Reasons To Have Your Chimney and Fireplace Cleaned». www.certifiedchimneyinspections.com. Consultado el 5 de septiembre de 2023.
5. ↑  «Lucky Brush out the top of the Chimney – Myth & Folk law». waldenchimneysweeps.co.uk. Consultado el 5 de septiembre de 2023.
6. ↑  «LUCK OF THE GERMANS! GERMANY'S OBSESSION WITH GOOD LUCK». gingerbread-world.com. Consultado el 5 de septiembre de 2023.

- Datos: Q506126
- Multimedia: Chimney sweeps / Q506126